# Mina de carbón Kellingley
Kellingley  era una mina de carbón subterránea ubicada en Yorkshire del Norte, Inglaterra, a 3,6 millas (5,8 km) al este de la Central Eléctrica de Ferrybridge. Perteneció y fue operada por UK Coal.
La mina cerró el 18 de diciembre de 2015, lo cual marcó el fin de la minería de carbón subterránea en Gran Bretaña.

## Historia

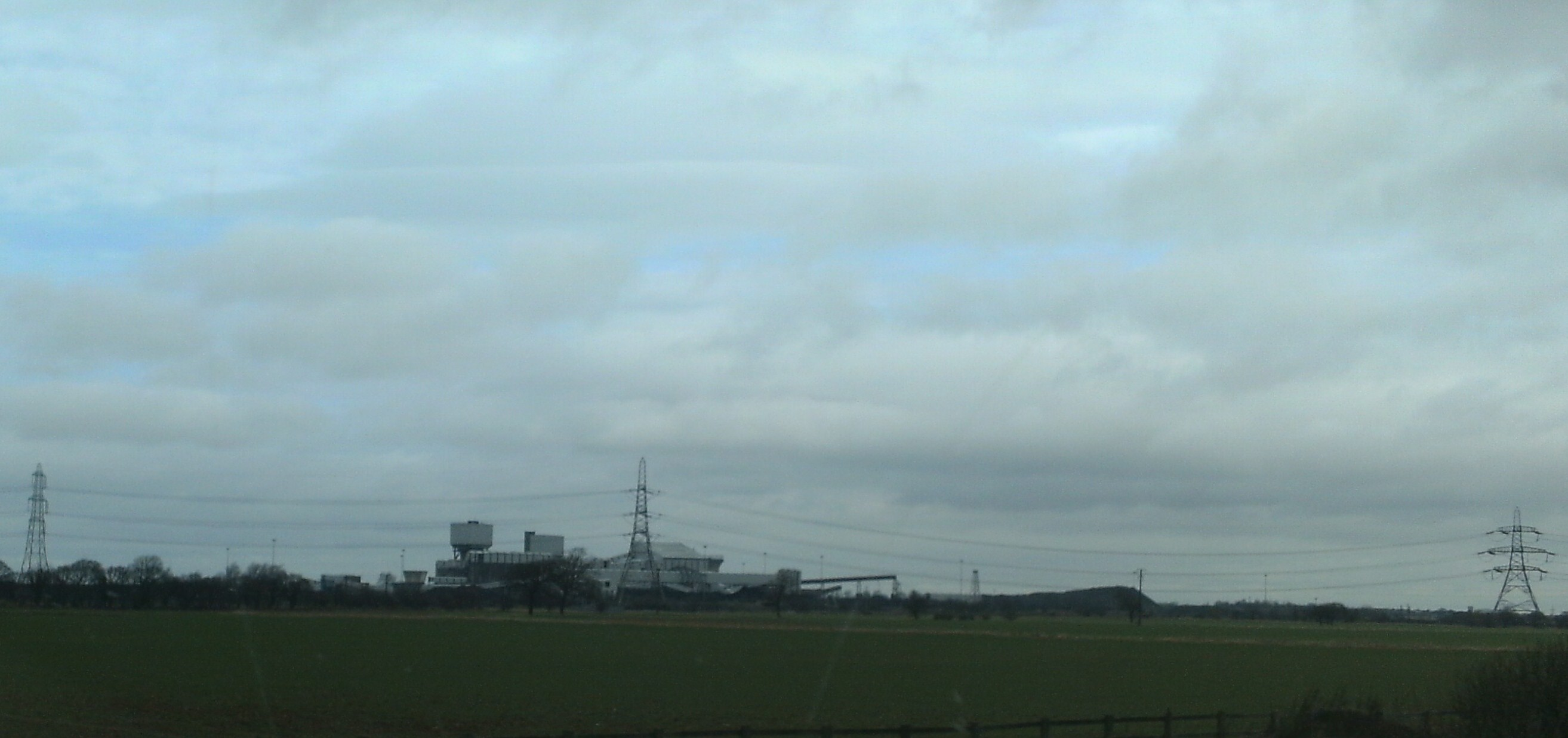
Mina de Carbón Kellingley de la M62

Las perforaciones de exploraciones hechas en la década de 1950 establecieron que había hasta siete vetas de carbón en las que se podía trabajar en Kellingley.  Las perforaciones de sus dos pozos comenzó en 1960. Su geología arenosa y porosa, la cual está debajo de aproximadamente 600 pies (180 m) fue inundada. Las perforaciones hechas alrededor de cada posición del pozo contenían agua salada con temperaturas bajo cero, bombeada a través de estas para congelar el suelo debajo aproximadamente 640 pies (200 m). El personal de perforamiento tuvo que trabajar a temperaturas bajo cero hasta que los pozos estuvieran debajo del suelo congelado. Los pozos fueron finalmente perforados a una profundidad de alrededor de 870 yardas (800 m).
Después de que un revestimiento de concreto sellara los pozos, se detuvo el enfriamiento del agua salada y se permitió el deshielo del suelo congelado. La lechada, una fina mezcla de cemento, fue bombeada a alta presión a través de agujeros perforados mediante el revestimiento de concreto del pozo dentro de los estratos acuíferos.
La presión necesaria para bombear la mezcla hizo que el suelo se elevara, lo que provocó que las torres de los motores sinuosos montados sobre los pozos se inclinaran ligeramente. Esto ya se había anticipado y se habían tomado medidas para elevar las cuatro patas sobre las que se levantaba cada torre. El procedimiento se realizó de manera regular durante la fase de bombeo para alinear las torres. Con el fin de mantener los pozos en la alineación correcta, se usaron cuerdas de plomada. Alrededor del interior del pozo se colgaron hasta el fondo, cuatro líneas de acero, espaciadas uniformemente.
La mina de carbón comenzó la producción en abril de 1965. Durante la planificación y la construcción de la infraestructura de la superficie para la nueva mina de carbón, se anticipó el empleo de 3.000 mineros al finalizar. Sin embargo debido a los métodos y maquinaria actualizados, solo se emplearon alrededor de 2,000 hombres. Muchos de los mineros se mudaron desde Escocia para trabajar en la mina de carbón, ya que habían perdido sus empleos en los minas escocesas que cerraron en la década de 1960. En marzo de 2004, la mina recibió £ 7.2 millones del Régimen de ayuda a la inversión del carbón.

## Funcionamiento
Los dos pozos principales de Kellingley tenían casi 870 yardas (795,528 m) de profundidad. Uno de ellos fue utilizado para mover hombres y materiales, y el segundo para mover carbón desde la veta Beeston, a una velocidad de hasta 900 toneladas por hora. Kellingley suministró principalmente centrales eléctricas locales. También produjo un poco de carbón de calidad comercial: brazas de tamaño más grande de mayor valor calórico.
Se accedió a la veta de Beeston después de un programa de inversión de £ 55 millones financiado por UK Coal. Con esto se esperaba que la vida de la mina se extendiera hasta al menos el 2015. También se anticipó que las reservas de carbón accesibles en la veta de Silkstone extenderían su vida hasta 2019.
Los trabajadores de la mina participaron en la huelga de mineros de 1984. Sin embargo, hubo un número más alto que en la mayoría de las otras minas en Yorkshire que se opuso a la huelga en Kellingley. Un minero de Kellingley, Joe Green, murió tras ser atropellado por un camión el 15 de junio de 1984.  El 26 de septiembre de 1984 se produjo una sentada contra 200 hombres en huelga. A partir de enero de 1985, algunos mineros volvieron a trabajar, con la primera producción de carbón desde que comenzó la huelga el 8 de enero de 1985. La huelga terminó formalmente el 3 de marzo de 1985.
Desde marzo a junio de 2004, los trabajadores participaron en huelga esporádicas.

## Accidentes
El 30 de septiembre de 2008, el minero Don Cook murió debido a una caída de rocas. El minero Ian Cameron murió después de que un equipo minero cayera sobre él el 18 de octubre de 2009.
El 30 de noviembre de 2010, 200 trabajadores fueron evacuados de la mina después de una explosión de metano subterránea. El 27 de septiembre de 2011, Gerry Gibson murió y otro minero resultó herido después del colapso del techo subterráneo.
Al 31 de octubre de 2015, 17 personas figuraban en el monumento a las personas que murieron durante el funcionamiento de la mina.

## Cierre
La mina de carbón Kellingley cerró el 18 de diciembre de 2015, marcando el final de la minería subterránea en el Reino Unido. UK Coal propuso por primera vez su prórroga por tres años, junto con una extensión similar a la vida de la mina de carbón Thoresby en Nottinghamshire, la cual cerró en julio del año 2015. Sin embargo, el ministro de economía Matthew Hancock argumentó que los £ 338 millones que se requieren para este plan "no representa una buena relación de calidad-precio".
Con el cierre de Kellingley, la compañía dejó sin trabajo a 450 mineros. La ministra de energía Andrea Leadsom, dijo que todos los mineros de Kellingley recibirían de parte de UK Coal "el mismo paquete de indemnización que los mineros en Thoresby".
Los pozos de la mina de carbón se vaciarán de cables y cuerdas y luego se llenarán con un bloque de concreto de unos 10 metros de profundidad. La demolición comenzará en los edificios de la superficie y el sitio se nivelará antes de que la propiedad se transfiera a Harworth Estates para una futura reconstrucción.

El sábado 19 de diciembre, miles de personas acudieron a una marcha en Yorkshire para conmemorar el fin de la minería de carbón en el Reino Unido, específicamente, el día anterior al último turno de Kellingley, comenzando en el Ayuntamiento de Knottingley, los últimos mineros, sus familias y muchos antiguos mineros marcharon al Club Social.

A fines de noviembre del año 2016, se emitió un programa de televisión dividido en dos partes bajo el nombre The Last Miners basado en las últimas semanas de la mina de carbón.